# Tansila
Tansila è un dipartimento del Burkina Faso classificato come comune, situato nella Provincia  di Banwa, facente parte della Regione di Boucle du Mouhoun.
Il dipartimento si compone del capoluogo e di altri 25 villaggi: Ben, Bouan, Darsalam, Douma, Driko, Faso-benkadi, Féléwé, Gui, Kéllé, Kira, Kokouna, Korani, Kouneni, Moara, Nangouna, Ouléni, Ouorowé, Tamouga, Thy, Tillé, Toma, Toma Koura, Toula, Toungo e Triko.